# Barco del mar de Galilea

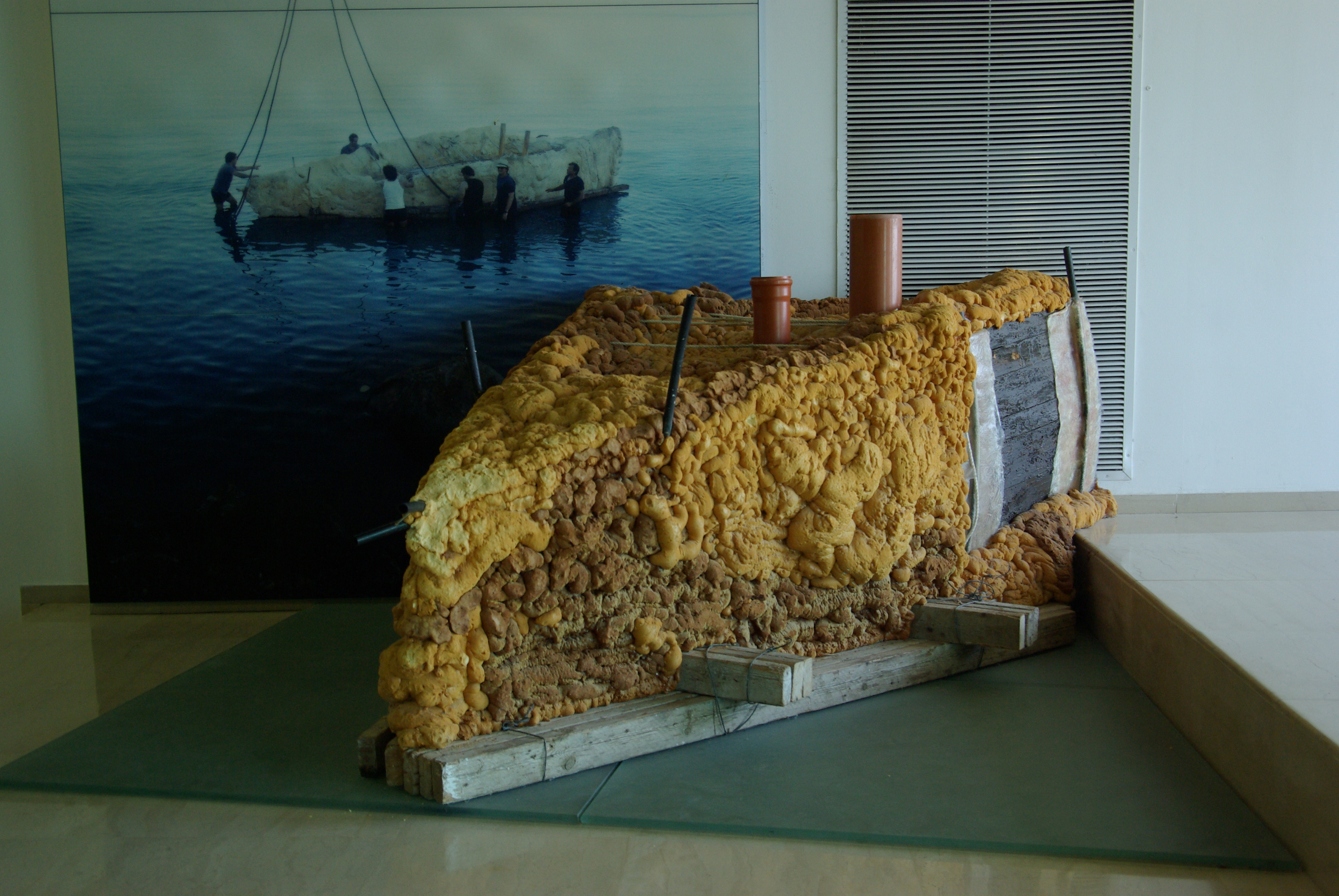
Un modelo cubierto de la misma espuma que servía para la extracción del barco.

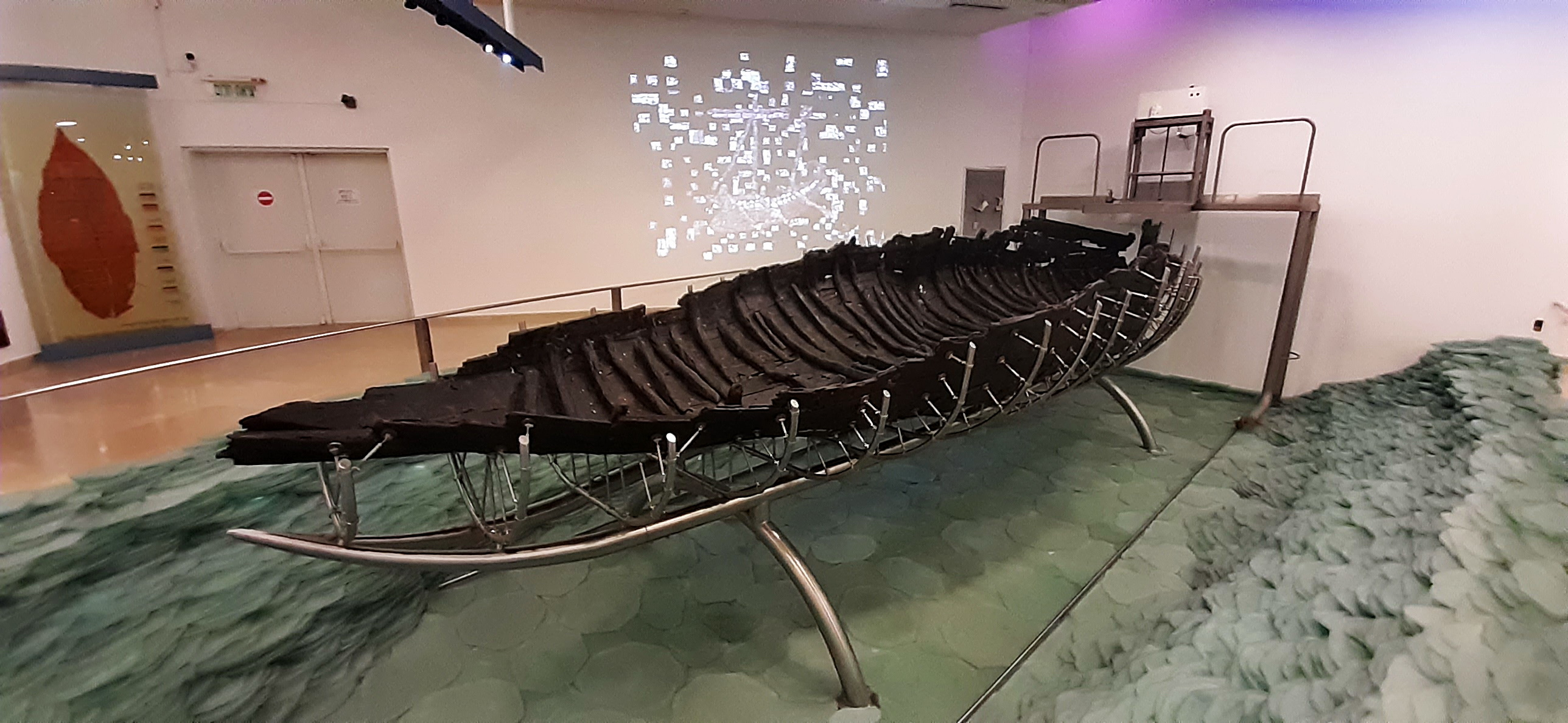
Vista de la exhibición

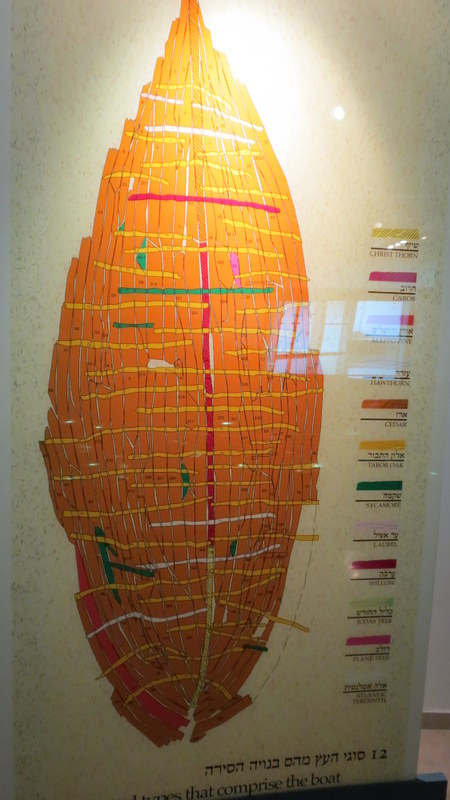
Imagen detallada de los tipos de madera usados en distintas partes del casco.

El barco del mar de Galilea es una antigua embarcación de pesca del siglo I, descubierta en 1986 en la costa noroeste del mar de Galilea, al norte de Israel. Se trata de uno de los hallazgos arqueológicos más importantes relacionados con las actividades pesqueras de las poblaciones de Galilea a comienzos del primer milenio y, desde la perspectiva de la historicidad bíblica, por ser el tipo de embarcaciones usadas en ese lugar en tiempos de Jesús de Nazaret. Es precisamente debido a esta datación, que se le ha dado también el nombre de barco de Jesús, aunque no existen obviamente indicios que fuera usado por él o ninguna otra persona específica.

## Descripción
Se trata de los restos del casco de una embarcación de pesca, de 8,2 metros de largo, 2,3 metros de ancho y una altura máxima preservada de 1,3 metros —con sitio para 5 a 10 personas—, del tipo que según estudios se construía en el Levante mediterráneo entre 100 a. C. y 200. Su estructura de baja altura y fondo plano hacía posible la pesca cerca de la costa, donde se encuentran los frezaderos de algunas especies. Presenta una disposición para cuatro remadores sentados en tándem, y también tiene encaje para un mástil, lo cual sugiere que servía además para faenar en alta mar (en los puntos más alejados de la costa del lago, cuya superficie es de 166 km²). Si bien, no parece que era muy adecuada para cruzar el lago cuando este estaba expuesto a fuertes vientos del sureste (conocidos como sharquía), típicos de las estaciones de verano y otoño, ni durante las esporádicas tormentas invernales.
La embarcación fue construida de estrechos tablones de madera, principalmente de cedro, ensamblados a caja y espiga y posteriormente ajustados con clavos. El proceso de construcción comenzaba por la quilla y terminaba por la cuaderna, con ajustes adicionales usando madera de roble para conferir estabilidad a la estructura. Una característica interesante es el uso de varios tipos adicionales de madera —diez en total— para algunas partes del barco, lo cual sugiere una escasez de madera, bien por motivos económicos (el uso de una mezcla de restos de madera y madera reciclada era común en estos casos) bien por problemas de abastecimiento estacionales. En todo caso, por la complejidad de la estructura, parece que el constructor de la embarcación era una persona experta en este tipo de labores. El casco presenta importantes reparaciones y arreglos visibles, que por su forma y ubicación parece que se realizaron a lo largo de un largo período de tiempo, sugiriendo que el barco sirviera a sus dueños durante décadas, puede incluso que hasta un siglo.
Probablemente, cuando alcanzó un estado en el que ya no pudo servir más, se le quitaron las partes reutilizables (cubierta, mástil, remos, extensiones, etc.) y se dejó que hundiera a orillas del lago cerca de la población, a una distancia que en aquella época tenía profundidad suficiente. Allí se quedó enterrado en barro profundo, lo cual protegió a la estructura de la putrefacción bacteriana durante dos milenios. Las partes externas al casco, que quedaban expuestas al agua, ya no están, habiendo sobrevivido solo los clavos que las sujetaban.

### Datación
Dentro del barco se encontraron piezas de alfarería (una cacerola y una lámpara, ambas de arcilla, y algunos otros fragmentos), además de clavos, que, junto con las técnicas de construcción del casco, lo sitúa entre el 50 a. C. y 50 d. C. A su vez, la datación por radiocarbono ha arrojado resultados de entre 120 a. C. y 40 d. C., con más probabilidad hacia la media de este lapso.
Por otra parte, según la arqueóloga Orna Cohen, experta en conservación de objetos antiguos, la forma en la que algunas piezas fueron reusadas en la estructura, sugiere que estuvo en uso hacia el final del citado intervalo, es decir que pudo haber coincidido con la estancia de Jesús en la región.

### Descubrimiento y excavación
El descubrimiento de la antigua embarcación se debió a un importante período de sequía que resultó en una bajada récord (para aquel entonces) del nivel del agua del lago de Tiberíades, dejando expuestas franjas costeras antes sumergidas en aguas más profundas. Fue realizado por dos hermanos aficionados a la arqueología del kibutz Ginosar (cognado de Gennesaret), en la orilla noroccidental del lago, que estaban recorriendo las aguas bajas del lago en búsqueda de piezas de cerámica cuando se encontraron con el casco medio sumergido. Los dos se pusieron en contacto con la Autoridad de Antigüedades de Israel, que envió a un equipo de investigadores al lugar. Horas después, se reveló la gran importancia del hallazgo y su edad estimada.
En los días siguientes se estableció el protocolo de excavación, que requería de la presencia de distintos profesionales. Tanto alboroto instigaba el rumor de que se trataba de un antiguo barco lleno de oro, haciendo necesaria una vigilancia continua alrededor del sitio. El proceso de extracción del casco resultó complejo y desafiante, no solo por la fragilidad de la estructura debido a la esponjosidad de la madera, sino que además debió de realizarse antes de que las aguas del lago volvieran a cubrir el lugar, cosa que ya comenzaba a acontecer, y se avecinaban lluvias en la región del alto Jordán. Se optó por el uso de una manta aislante de espuma de fibra de vidrio que evitaba la exposición del casco a la atmósfera, su secado y por ende su desintegración, y facilitaba su flotación. El casco en sí se rellenó con mucho cuidado de espuma de poliuretano, y se introdujo una capa de polietileno para asegurarse poder apartar la espuma del interior del casco cuando llegue el momento sin causar daño a la estructura. En total, el proceso tardó 12 días y noches, realizándose muy lentamente y con múltiples descansos para controlar la integridad de la materia cada poco tiempo.  

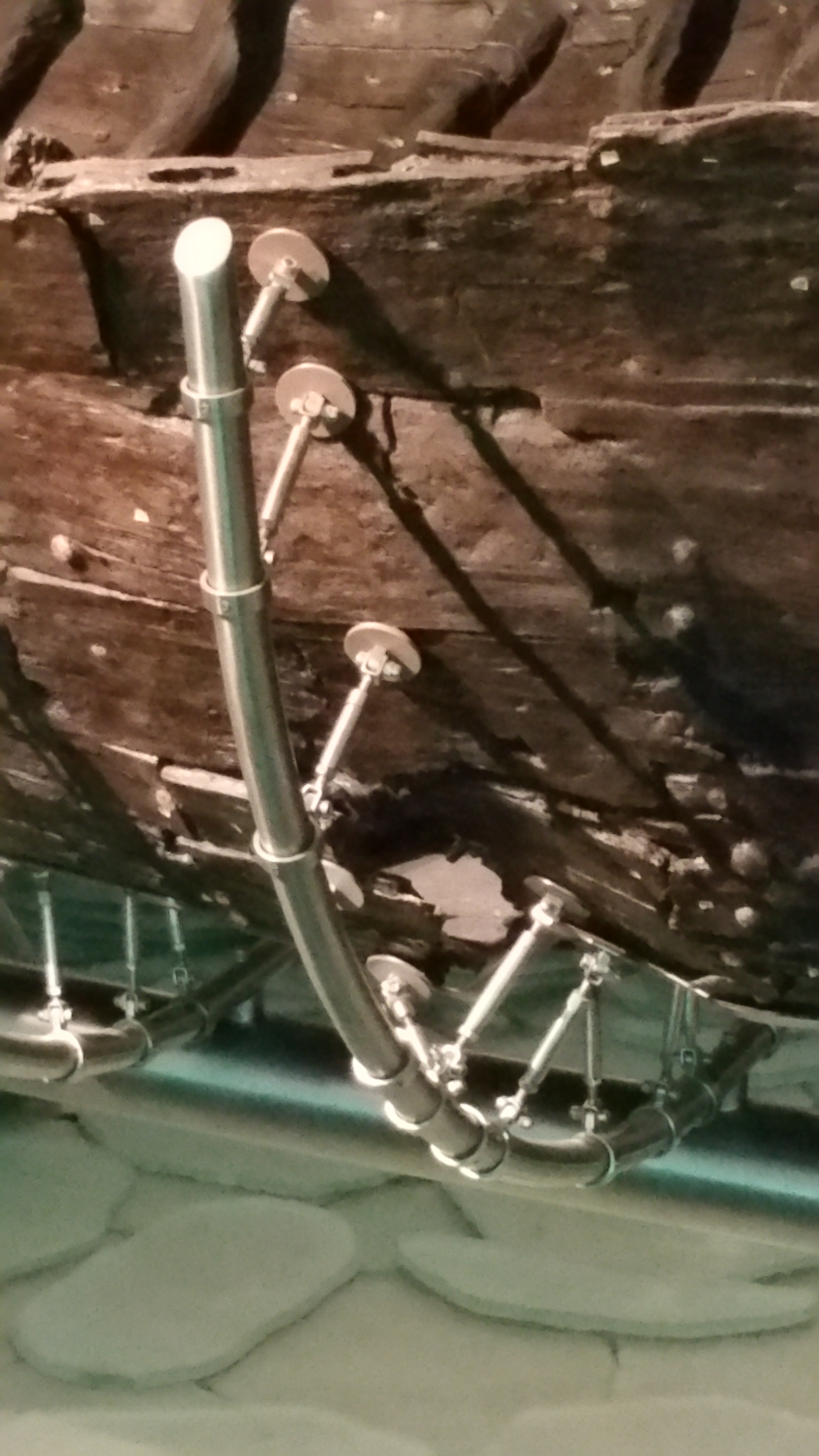
El apoyo metálico del casco del barco.

### Restauración y conservación

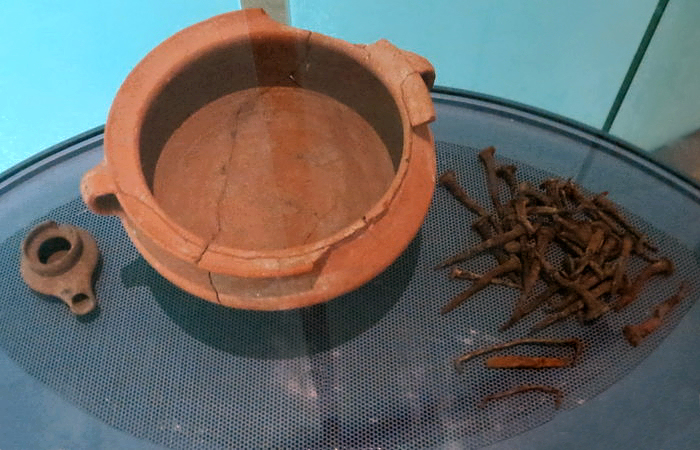
La olla y lámpara de arcilla encontradas en el barco, y los clavos hallados a su alrededor.

Una vez rescatado del barro, el casco fue empujado lentamente, a flote, hacia el muelle de Magdala, desde donde se llevó a una barraca cercana construida especialmente a este fin, con un pequeño laboratorio montado por la Autoridad de Antigüedades. Allí se procedió a tomar pruebas de la madera antes de sumergir el casco en una bañera de cera y polietilenglicol, una mezcla que —en un proceso muy lento— fue reemplazando la humedad inherente en las vigas por material conservante. En la fase final se reemplazaron los apoyos de fibra de vidrio por el armazón de metal que actualmente apoya la estructura. La lentitud del proceso era tal que solo al cabo de doce años desde su descubrimiento, la barca pudo ser presentada al público en una exposición museística.

## Exhibición
Actualmente, el casco se encuentra en el Museo Igal Alón, cerca de donde fue hallado. La presentación incluye una imagen de «sombra» de la forma original y completa de la embarcación, en base a las investigaciones realizadas durante el proceso de restauración. Otra imagen relata la relación de materiales en el casco (los distintos tipos de madera), su ubicación y los arreglos que se realizaron en el transcurso de los años por sus propietarios. También se describe en una pared la historia del hallazgo y la complejidad del proceso de extracción, restauración y conservación.

## Interpretación e importancia

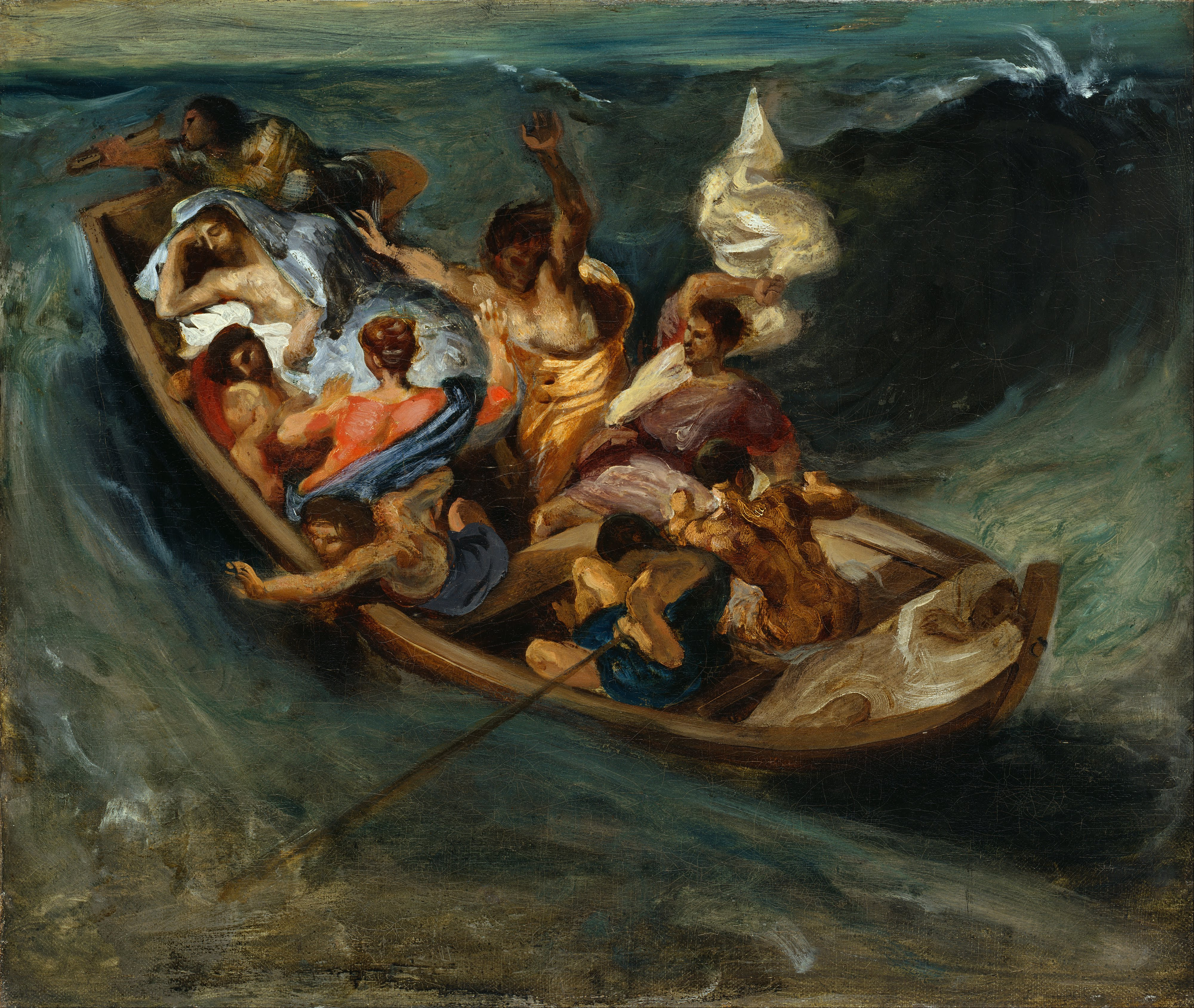
Jesús en el mar de Galilea, por Eugène Delacroix, 1841.

Desde un punto de vista histórico, el barco es de tremendo valor pues constituye la única prueba arqueológica del tipo de embarcaciones que se construían en la región en torno a comienzos de la era común. Todos los demás datos conocidos se basan en escritos de autores romanos, representaciones en mosaicos encontrados en la zona y la propia Biblia.
Desde la perspectiva cristiana, se trata de un hallazgo de suma importancia. Muchos de los acontecimientos relatados en el Nuevo Testamento tuvieron lugar a orillas del mar de Galilea o en su travesía, y cuatro de los milagros de Jesús incluyen literalmente la mención de una barca en este lugar: la tempestad calmada, la pesca milagrosa, la multiplicación de los panes y los peces y la caminata sobre las aguas. En total, las barcas, que formaban parte cotidiana de la vida de Jesús, se mencionan en los Evangelios 50 veces. El casco mismo fue descubierto en la costa de Magdala, población donde residía María Magdalena, en el mismo lado del lago (noroeste) que Cafarnaúm y Tabgha. Si bien no se le puede relacionar directamente con ningún acontecimiento mencionado en la Biblia, los arqueólogos creen que este tipo de barcas es el que servía a Jesús y sus discípulos, algunos de los cuales eran pescadores con pocos recursos.

#### Fuentes históricas

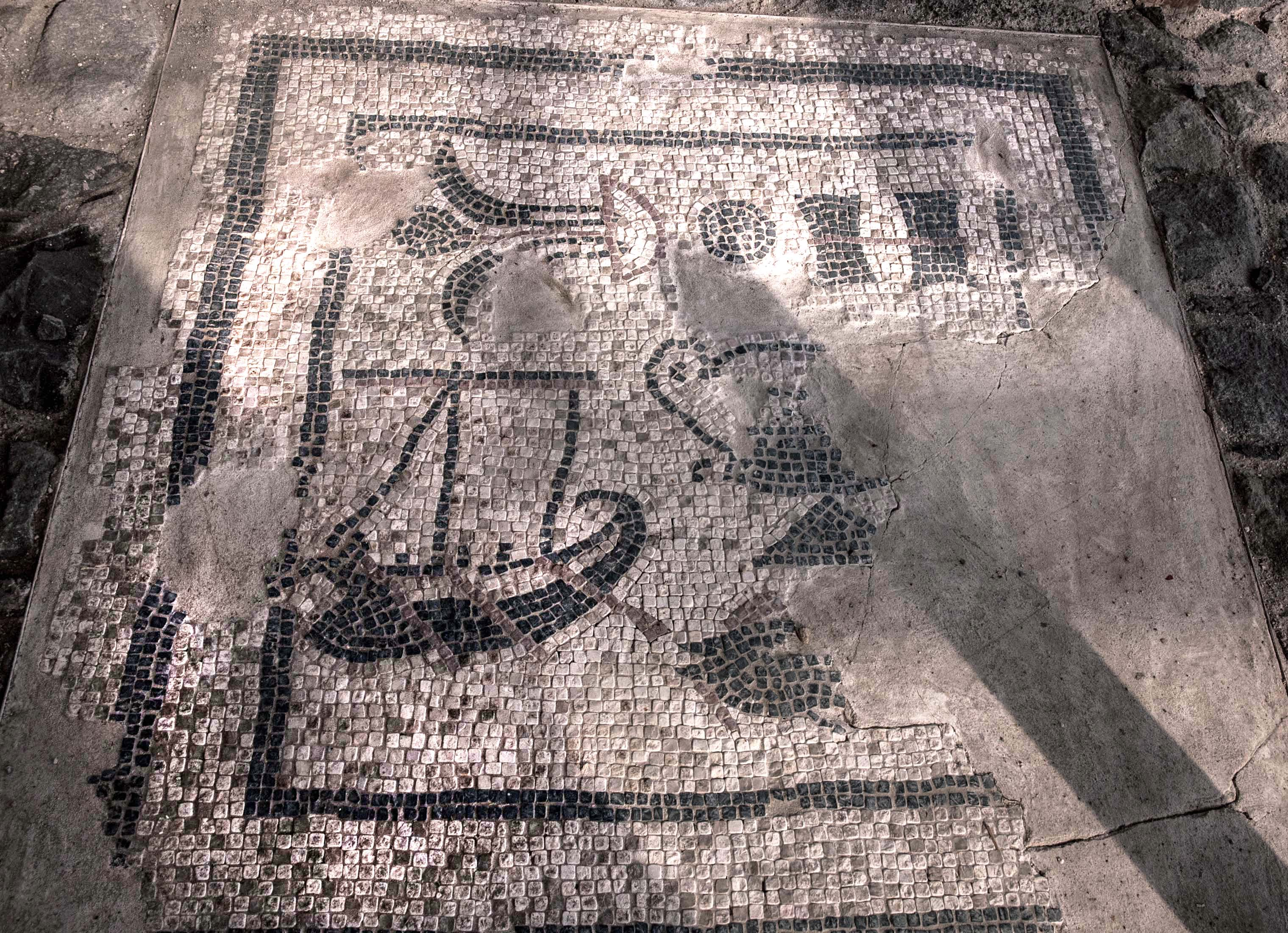
El suelo de mosaico de Magdala, con la representación de un barco del.

## Réplicas

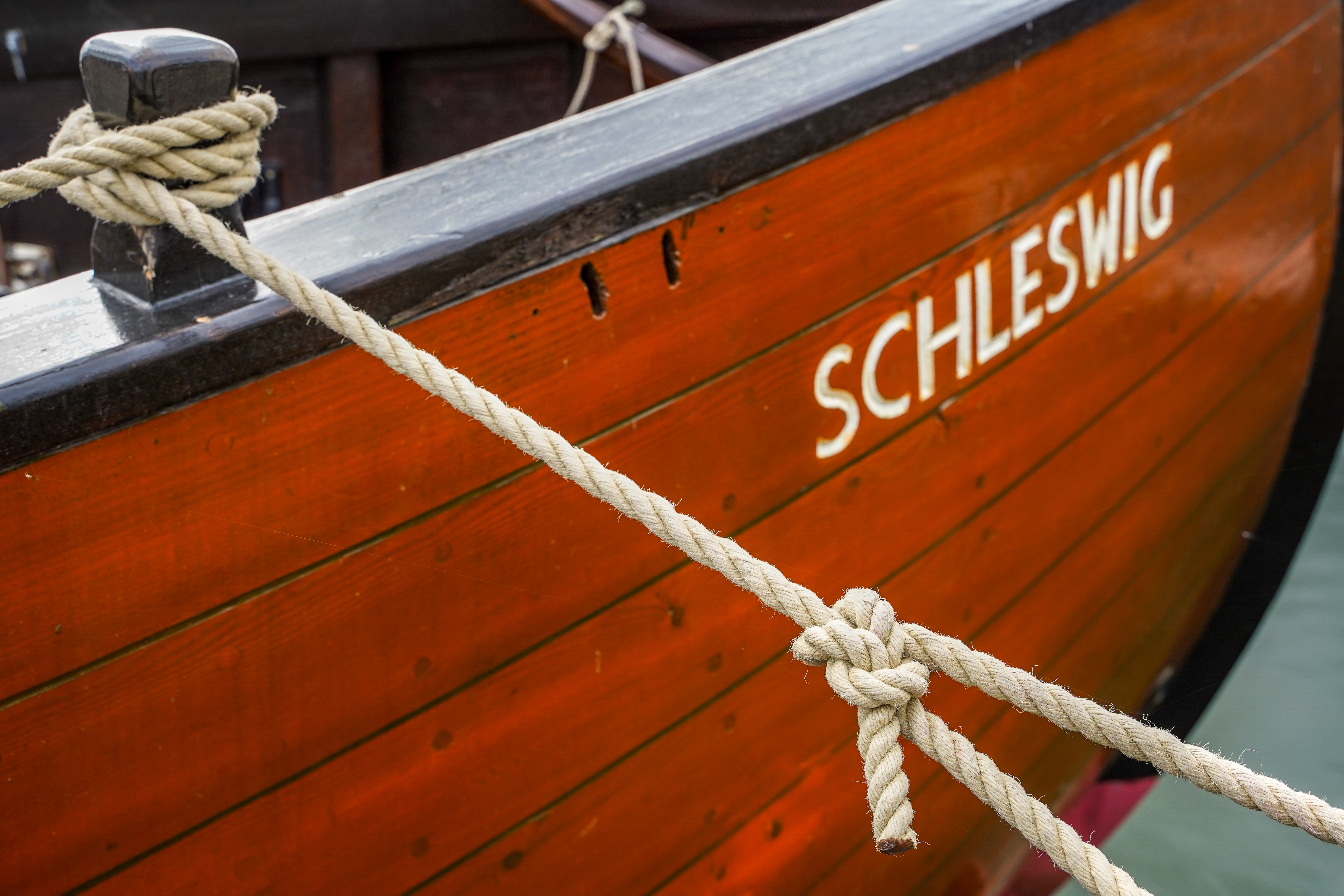
Réplica del barco de Jesús en Flensburg, Alemania.